# Luc Méloua
Luc Méloua în franceză, ლუქა მელუა în georgiană (n. 27 decembrie 1936, Paris, Île-de-France, Franța – d. 17 decembrie 2010, Arpajon⁠(d), Île-de-France, Franța) este un producător și jurnalist francez de motoare. Vecin al autodromului Linas-Montlhéry din Saint-Germain-lès-Arpajon, s-a interesat încă de la o vârstă fragedă de sporturile cu motor.